# Sachsengang (Herrschaft)
Die Herrschaft Sachsengang war eine Grundherrschaft im Viertel unter dem Manhartsberg im Erzherzogtum Österreich unter der Enns, dem heutigen Niederösterreich.

## Ausdehnung
Die Herrschaft mitsamt den Dominikalhöfen Matzneusiedl und Thavon umfasste zuletzt die Ortsobrigkeit über Oberhausen, Mitterhausen und Unterhausen, dann Sachsengang und Matzneusiedl. Der Sitz der Verwaltung befand sich in Sachsengang. 

## Geschichte
Letzter Inhaber der Herrschaft war Balthasar Freiherr von Thavonat zu Thavon, als in den Reformen 1848/1849 die Herrschaft aufgelöst wurde.